# Godagahalli, Malur
Godagahalli là một làng thuộc tehsil Malur, huyện Kolar, bang Karnataka, Ấn Độ.